# Сідліско Тягановце
Сідліско Тягановце (словац. Sídlisko Ťahanovce) — міська частина, громада округу Кошиці I (округ), Кошицький край. Кадастрова площа громади — 8.26 км².
Населення 21748 осіб (станом на 31 грудня 2020 року).

## Історія
Сідліско Тягановце згадується 1984 року.